# 6905 Miyazaki
A 6905 Miyazaki (ideiglenes jelöléssel 1990 TW) a Naprendszer kisbolygóövében található aszteroida. Endate Kin és Vatanabe Kazuró fedezte fel 1990. október 15-én.